# Marchiennes
Marchiennes település Franciaországban, Nord megyében. Lakosainak száma 4506 fő (2022. január 1.). Marchiennes Beuvry-la-Forêt, Tilloy-lez-Marchiennes, Vred, Wandignies-Hamage, Warlaing, Bouvignies, Flines-lez-Raches, Lallaing, Pecquencourt, Rieulay és Somain községekkel határos.

## Népesség
A település népességének változása:
| Lakosok száma | 4666 | 4621 | 4664 | 4590 | 4587 | 4584 | 4549 | 4539 | 4506 |
|               | 2013 | 2015 | 2016 | 2017 | 2018 | 2019 | 2020 | 2021 | 2022 |